# Newtown (Carolina de Sur)
Newtown es un lugar designado por el censo ubicado en el condado de Dillon en el estado estadounidense de Carolina del Sur. En el Censo de 2020 tenía una población de 770 habitantes y una densidad poblacional de 570,37 habitantes por km². Fue incluido como CDP en el censo de 2020.

## Geografía
Newtown se encuentra ubicado en las coordenadas 34°24′10″N 79°21′23″O / 34.40278, -79.35639. Según la Oficina del Censo de los Estados Unidos, tiene una superficie total de 1,35 km², todos correspondientes a tierra firme.